# Kelkoo
Kelkoo é um website fundado na França, em 1999, que oferece serviços de comparação de preços para que os usuários achem informações de produtos, preços e vendedores online. A empresa foi comprada pelo Yahoo! em 2004. Além da Kelkoo Brasil, o website está presente em nove países: Reino Unido, França, Espanha, Itália, Noruega, Alemanha, Dinamarca, Holanda e Bélgica.

## História
Kelkoo foi fundada em 1999 por Pierre Chappaz e Mauricio Lopez. O financiamento inicial de US$ 3 milhões foi fornecido pelo Banexis Ventures e pela Innovacom. A Kelkoo se fundiu com outras três empresas europeias, absorvendo os fundadores em um único coletivo, que consiste em Por Siljubergsåsen, William Klippgen, Philip Wilkinson e Jorge Garcia.
Em abril de 2000, Kelkoo fundiu-se com a empresa espanhola Dondecomprar.com e a concorrente britânica ShopGenie. Em setembro do mesmo ano, a Kelkoo anunciou parceria com a Norueguesa Zoomit.com, pagando aos acionistas da Zoomit o valor de um terço do capital total da Kelkoo, o que transformou a Zoomit.com an maior entidade dentro da "nova" Kelkoo.
Em junho de 2003, em parceria com o braço europeu da Microsoft, o MSN, passou a fornecer listas de compras. Um acordo semelhante foi anunciado em junho de 2004 com a Ask.com (Ask Jeeves).
Em abril de 2004, Kelkoo foi comprada pela Yahoo! Inc por €450 milhões. A Yahoo! justificou o investimento como mais uma ferramenta para os anunciantes que visavam determinados produtos.
Em outubro de 2005, foi lançado um livro sobre a Kelkoo, em francês, chamado Ils ont leur réussi start-up! La success-story de Kelkoo escrito por Julien Codorniou e Cyrille Lasteyrie.
Em novembro de 2008, a Kelkoo foi vendido pelo Yahoo! Inc para a empresa de capital privado Jamplant Ltd.

### Origem do nome
"Kelkoo" é um jogo de palavras das frase em francês "Quel coup" que significa "que barganha" e "Quel coût?" Que significa "Quanto custa?".